# جون میزونو
جون میزونو (انگلیسی: Jun Mizuno؛ زادهٔ ۷ اوت ۱۹۷۴) بازیکن فوتبال اهل ژاپن است.
از باشگاه‌هایی که در آن بازی کرده‌است می‌توان به باشگاه فوتبال جف یونایتد ایچیهارا چیبا اشاره کرد.